# Punto interrogativo
Il punto interrogativo o punto di domanda, noto in passato anche come punto domandativo, è un comune segno tipografico di punteggiatura; esso è graficamente formato da un uncino con avvolgimento antiorario soprastante verticalmente un punto: ?. Nella lettura esso corrisponde a un'intonazione ascendente, di domanda o richiesta.

## Storia del punto interrogativo e utilizzo nella lingua greca

In greco antico, la funzione di contrassegnare una domanda, espressa oggi col punto interrogativo, era demandata a un punto e virgola ";" (Ερωτηματικό). Nel corso dei secoli tale convenzione (che comunque persiste nella lingua greca moderna) decadde e, per tutta l'età antica, non si usarono segni particolari per esprimere l'intonazione interrogativa. Il punto interrogativo vero e proprio nacque nel Medioevo, all'epoca dei monaci copisti: essi infatti solevano, per indicare le domande, scrivere alla fine delle frasi la sigla qo, che stava per quaestio (dal latino, domanda). Per evitare di confondere questa sigla con altre, in seguito cominciarono a scrivere le due lettere che la componevano, l'una sull'altra e a stilizzarle, mutando la Q in un ricciolo e la O in un punto, dando così vita al punto interrogativo ("?").

## Il punto interrogativo in spagnolo
Anche in spagnolo il punto interrogativo era singolo e posto in fine di frase, finché, con la seconda edizione della Ortografía de la Real Academia, nel 1754, divenne regola iniziare le domande con il segno di apertura dell'interrogazione (¿) e terminarle con il segno di interrogazione che in spagnolo si considera invertito (?) - ad esempio: --¿Qué edad tienes?-- (Quanti anni hai?). La stessa regola fu adottata per il segno esclamativo - (¡) e (!).
L'adozione di questa grafia fu lenta, e fino al XIX secolo si incontrano libri che non adottano il segno di apertura.
Alla fine l'uso si generalizzò, anche grazie al fatto che in molti casi la sintassi spagnola - a differenza di altre lingue - non aiuta a capire dove comincia la frase interrogativa. Un ostacolo alla diffusione di questa pratica fu comunque il mancato utilizzo nelle frasi brevi o chiaramente interrogative, come Quién es? (Chi è?), mentre era normale l'uso del doppio punto di domanda in frasi lunghe o con rischi di ambiguità.
L'influenza dell'inglese, nel quale non esiste il segno di apertura, nella cultura spagnola sta risuscitando la tendenza a non aprire le frasi interrogative con tale segno. È normale ad esempio che in chat ispanofone si usi, per domandare, solo il segno (?), per risparmiare tempo-tastiera.
Benché sia caduto in disuso per le rare occasioni in cui risulta opportuno, in spagnolo è comunque corretto sottolineare una frase con l'apertura di esclamativa (¡) e la chiusura di domanda (?) o viceversa, nei casi che comportano evidentemente l'esclamativo o l'interrogativo, come "¡Quién te has creído que eres?" (Chi credi di essere?!)